# مايك شرينر
مايك شرينر هو سياسي كندي، ولد في 9 يونيو 1969 في واكيني في الولايات المتحدة. نشط حزبياً في Green Party of Ontario ‏. في 2018 Ontario general election ‏، انتخب عضو برلمان مقاطعة أونتاريو ‏ عن دائرة Guelph (provincial electoral district) ‏ وقد انضم خلال فترته النيابية ‏ (7 يونيو 2018 – ) للكتلة البرلمانية Green Party of Ontario ‏.

## وصلات خارجية
- الموقع الرسمي